# Östra Torns distrikt
Östra Torns distrikt är ett distrikt i Lunds kommun och Skåne län. Det omfattar stadsdelarna Östra Torn och Mårtens fälad

## Tidigare administrativ tillhörighet
Distriktet inrättades 2016 och utgörs av en del av det område som före 1971 utgjorde Lunds stad, med en större del som före 1944 legat i Lunds socken.
Området motsvarar den omfattning Östra Torns församling hade till 2012 och som den fick 1992 när den bröts ut ur Lunds Allhelgonaförsamling.